# Lyckotal
Inom talteorin är ett lyckotal ett naturligt tal i en mängd som genereras av ett "såll", liknande Eratosthenes såll som genererar primtal.
Börja med en talföljd som börjar med 1, och som innehåller ett antal positiva heltal
```
1, 2, 3, 4, 5, 6, 7, 8, 9, 10, 11, 12, 13, 14, 15, 16, 17, 18, 19, 20, 21, 22, 23, 24, 25,
```

Alla jämna tal elimineras, vilket innebär att endast de udda talen finns kvar
```
1,    3,    5,    7,    9,    11,    13,    15,    17,    19,    21,    23,    25,
```

Den andra termen i talföljden är 3. Det innebär att vart tredje tal elimineras
```
1,    3,          7,    9,           13,    15,           19,    21,           25,
```

Den tredje termen i talföljden är 7. Det innebär att vart sjunde tal elimineras
```
1,    3,          7,    9,           13,    15,                  21,           25,
```

När detta har skett är de tal som finns kvar lyckotal:
1, 3, 7, 9, 13, 15, 21, 25, 31, 33, 37, 43, 49, 51, 63, 67, 69, 73, 75, 79, 87, 93, 99, 105, 111, 115, 127, 129, 133, 135, 141, 151, 159, 163, 169, 171, 189, 193, 195, 201, 205, 211, 219, 223, 231, 235, 237, 241, 259, 261, 267, 273, 283, 285, 289, 297, 303, … (talföljd A000959 i OEIS)

En animation som visar lyckotalssållet. Talen i rött är lyckotal.

Begreppet introducerades 1956 i en artikel av Gardiner, Lazarus, Metropolis och Ulam. De föreslog att kalla sin definition för såll, närmare bestämt "sållet av Josefus Flavius".
Lyckotal delar vissa egenskaper med primtal, såsom asymptotiskt beteende enligt primtalssatsen, och är även en utökning av Goldbachs hypotes. Det finns oändligt många lyckotal. Om emellertid Ln betecknar det n:te lyckotalet, och pn det n:te primtalet, så är Ln > pn för alla tillräckligt stora n.
På grund av dessa uppenbara anslutningar med primtalen har vissa matematiker hypoteser om att dessa egenskaper finns i en större klass av uppsättningar av tal som genereras av såll av en viss okänd form, även om det finns väldigt lite teoretisk grund för denna förmodan. Tvillinglyckotal och tvillingprimtal tycks också uppstå med liknande frekvens.

## Lyckoprimtal
Ett lyckoprimtal är ett lyckotal som även är primtal. Det är inte känt om det finns oändligt många lyckliga primtal. De första lyckoprimtalen är:
3, 7, 13, 31, 37, 43, 67, 73, 79, 127, 151, 163, 193, 211, 223, 241, 283, 307, 331, 349, 367, 409, 421, 433, 463, 487, 541, 577, 601, 613, 619, 631, 643, 673, 727, 739, 769, 787, 823, 883, 937, 991, 997, 1009, 1021, 1039, 1087, 1093, 1117, 1123, … (talföljd A031157 i OEIS)